# Psilocurus hypopygialis
Psilocurus hypopygialis är en tvåvingeart som först beskrevs av Paramonov 1930.  Psilocurus hypopygialis ingår i släktet Psilocurus och familjen rovflugor. Inga underarter finns listade i Catalogue of Life.